# تنام مقنع
تنام مقنع (الاسم العلمي: Nothocercus nigrocapillus) هو نوع من الطيور يتبع جنس التنام مزيف الذيل من فصيلة التنامية.